# Audea subligata
Audea subligata is een vlinder uit de familie spinneruilen (Erebidae). De wetenschappelijke naam is voor het eerst geldig gepubliceerd in 1902 door Distant.
De soort komt voor in tropisch Afrika.